# Sonnenschirm

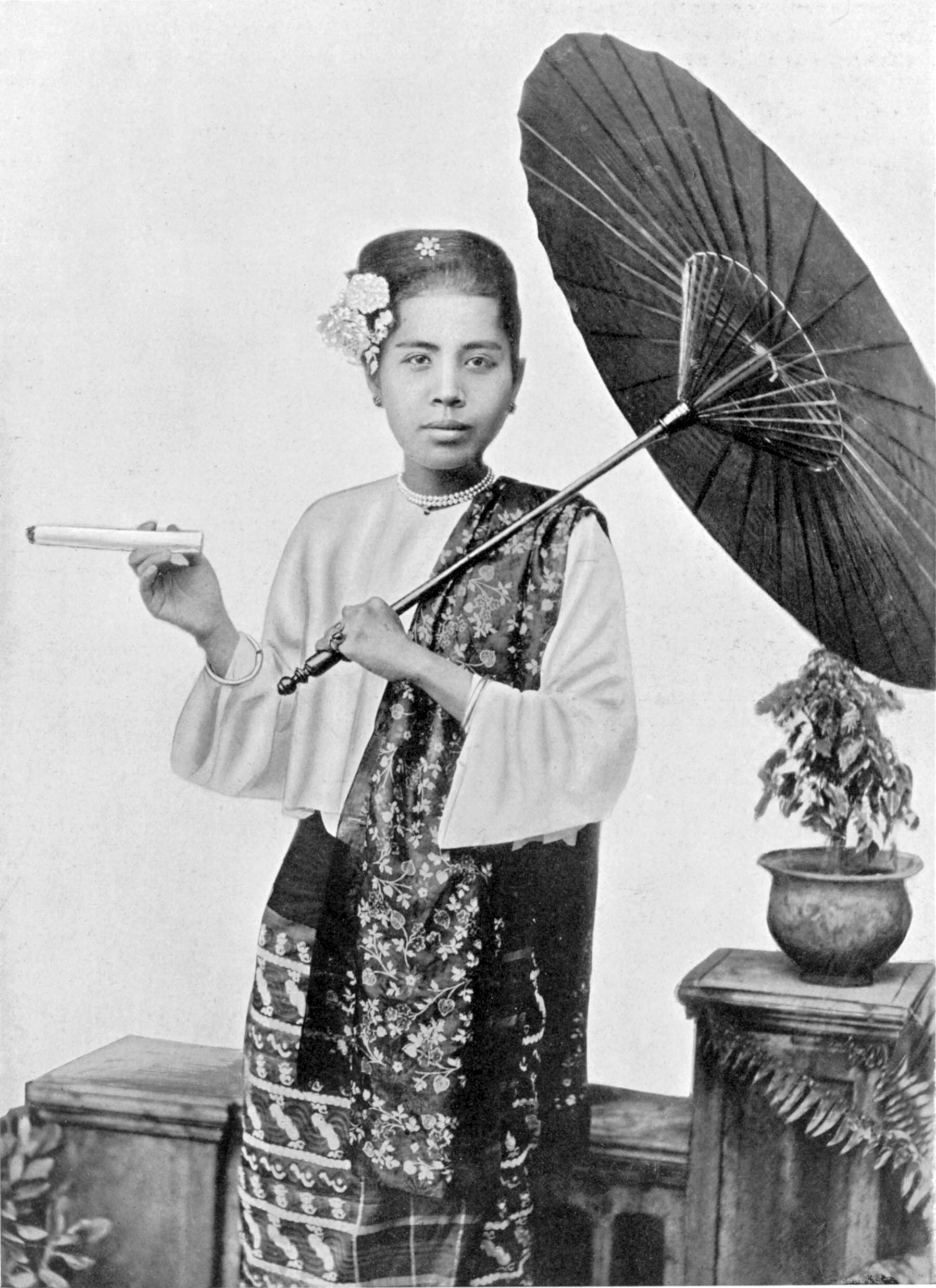
Birmanin mit einem Sonnenschirm um 1920

Ein Sonnenschirm (selten frz. Parasol genannt) dient dem Schutz vor Sonneneinstrahlung. Ursprünglich wurden Sonnenschirme von Schirmmachern gefertigt, heute werden sie überwiegend industriell hergestellt. Handsonnenschirme werden wie ein Regenschirm als mobiler Sonnenschutz in einer Hand getragen. Großschirme werden mithilfe eines Schirmständers aufgestellt und finden beispielsweise als Gastronomie- und Strandschirme ihre Verwendung.
Ein Sonnenschirm besteht aus Stoff, der über Speichen gespannt ist und von einem senkrechten Stiel in die Höhe gehalten wird. Sonnenschirme, deren Standrohr sich nicht im Zentrum, sondern außerhalb der Schirmfläche befindet, werden als Ampelschirme, Freiarmschirme, Galgenschirme, Pendelschirme oder auch als Seitenmastschirme bezeichnet. Ein Handsonnenschirm, der nicht nur vor Sonneneinstrahlung, sondern auch vor Regen schützt, wird als En-tout-Cas oder Allwetterschirm bezeichnet.

## Geschichte

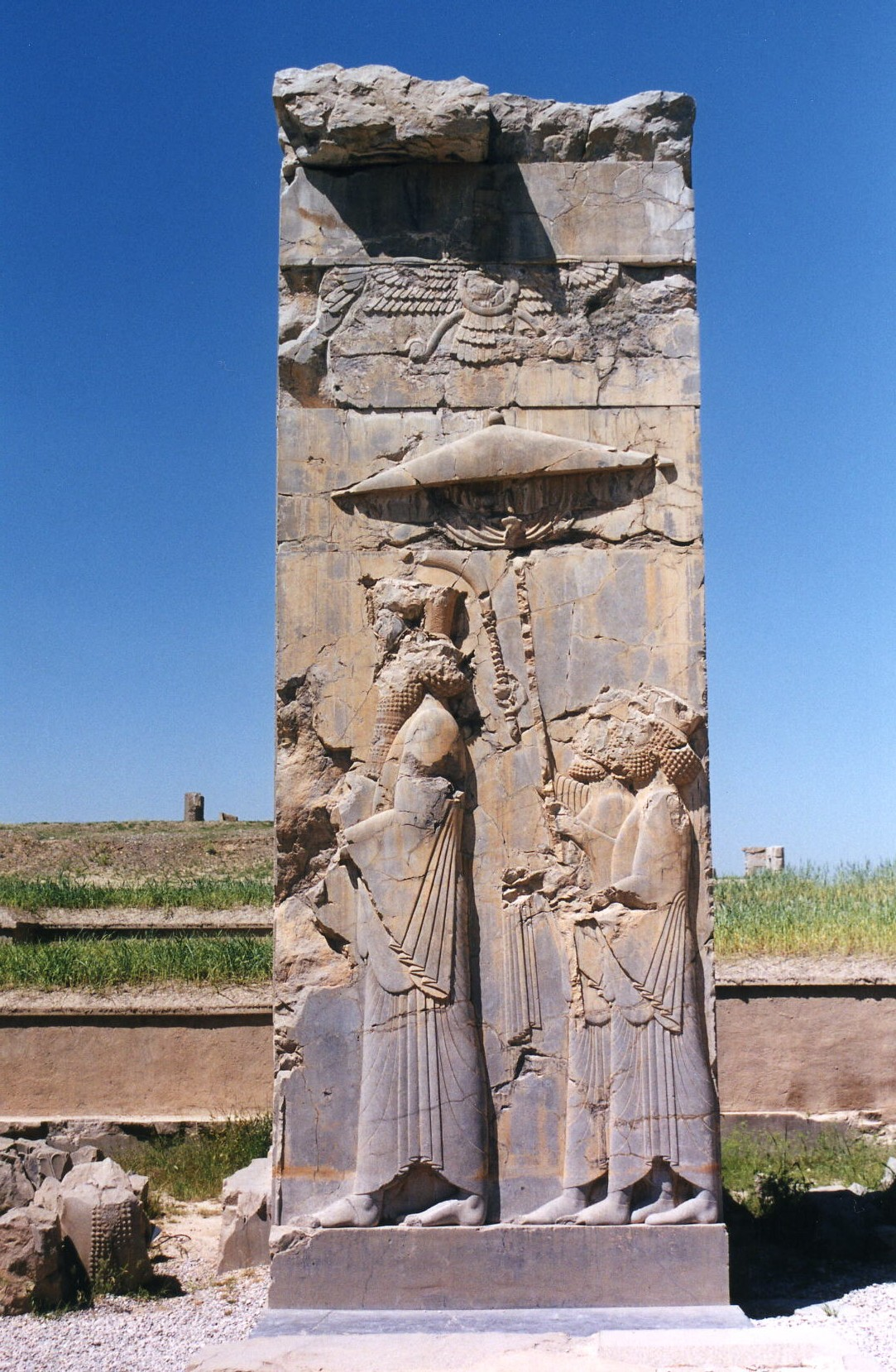
Der persische König Xerxes I. unter einem Sonnenschirm

Während in Mitteleuropa Sonnenschirme fast nur noch als große, stehende Schirme (z. B. an Badeorten, in Straßencafés und auf Balkonen) vorkommen, wurden sie bis ins frühe 20. Jahrhundert vor allem in der Hand getragen. Von Regenschirmen unterschieden sich diese Varianten hauptsächlich durch eine nicht wetterfeste Ausstattung: So wurde vor allem früher in Ostasien (z. B. in Japan, Indonesien oder Birma) Papier als Schirmmaterial über die Speichen gespannt. In anderen Regionen flochten die Menschen sich Schirme aus Stroh.
Der Sonnenschirm ist weitaus älter als der Regenschirm. Erste Darstellungen finden sich im Altertum in Ägypten, Persien und China. Ihre erste schriftliche Erwähnung finden sie in altgriechischen (z. B. Aristophanes) und altrömischen Texten (z. B. Martial). Bei den frühen Formen handelt es sich für gewöhnlich um große und von Dienern gehaltene Baldachine, welche neben ihrer Funktion als Sonnenschutz auch als Statussymbol fungierten.
Auch in Indien gehörte ein reich verzierter Sonnenschirm (chhatra-ratna, Schirmjuwel) zu den Insignien eines Königs, wie die Krone und der Thron. Als Königssymbol gehört er auch zu einem der acht tibetischen Glückssymbole. In derselben Tradition sind buddhistische Tempel in Myanmar und Thailand von stilisierten Sonnenschirmen gekrönt.

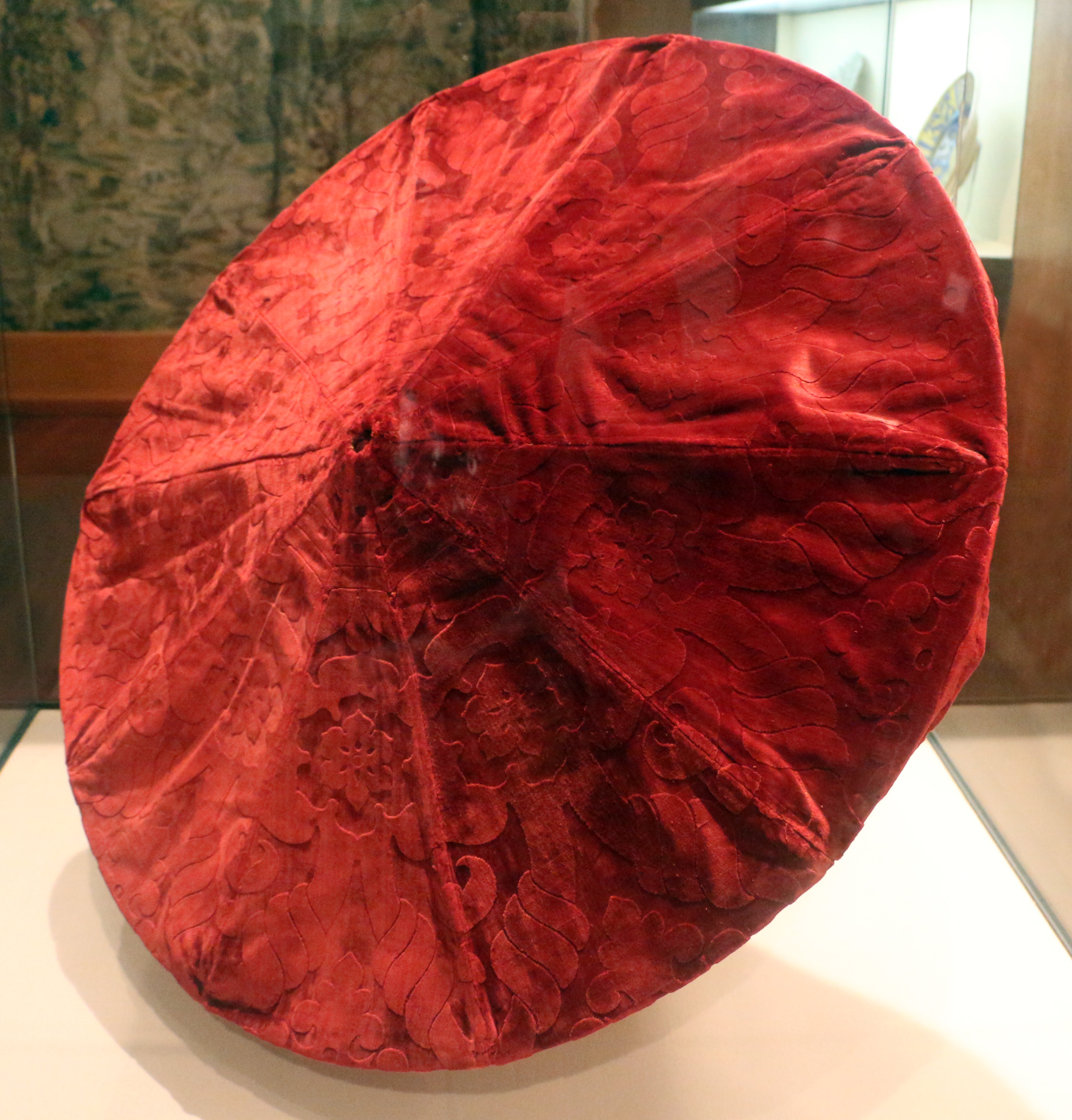
Sonnenschirm aus rotem Samt, Venedig, 16. Jahrhundert

Im mittelalterlichen Europa scheint der tragbare Handsonnenschirm in Vergessenheit zu geraten und ist erst im 16. Jahrhundert in Italien wieder nachweisbar. Solche Schirme waren z. B. mit rotem Samt bezogen und wurden gelegentlich von Pagen getragen. Um das 17. Jahrhundert herum wurde der tragbare Sonnenschirm von Maria de Medici am französischen Hof eingeführt. Von da an entwickelte er sich zu einem wichtigen Mode-Untensil der Damen, die damit ihre weiße, makellose Haut vor Sonnenschäden schützten. Der Handsonnenschirm hatte einen geraden Griff aus Horn, die Streben waren aus Holz oder Fischbein. Die Größe und Farbe des Schirms, die Länge des Stiels und die Anzahl der Speichen wechselten mit der Mode.
Besonders verbreitet war der Sonnenschirm anscheinend im 19. Jahrhundert, wo er auf zahlreichen Gemälden, in Mode-Journalen und später auf Fotografien erscheint; er war dabei einerseits eine nützliche Ergänzung zum Sonnenhut, andererseits auch ein elegantes Mode-Accessoire, manchmal zierlich klein oder mit Spitzen, Rüschen und Fransen besetzt. Um 1815 kam neben den normalen Schirmen auch der sogenannte Knicker auf: ein kleiner Sonnenschirm, dessen Griff geknickt werden konnte, damit er auch schräg einfallende Sonnenstrahlen abhalten konnte. Es gab auch Sonnenschirme in sogenannter „Pagodenform“, bei denen die Spitze des Schirmdachs etwas höher ist als normal. Um 1870 nannte man einen Allzweck-Schirm, der sowohl als Sonnen- als auch als Regenschirm benutzt werden konnte, „En tous cas“ (französisch: „für alle Fälle“).
Bis in die 1920er Jahre war der Sonnenschirm ein unerlässliches Accessoire der Damen beim Aufenthalt im Freien. Heutzutage werden kleinere Sonnenschirme sehr häufig zum Schutz von empfindlicher Baby-Haut an Kinderwagen angebracht.

## Helle Haut als Schönheitsideal

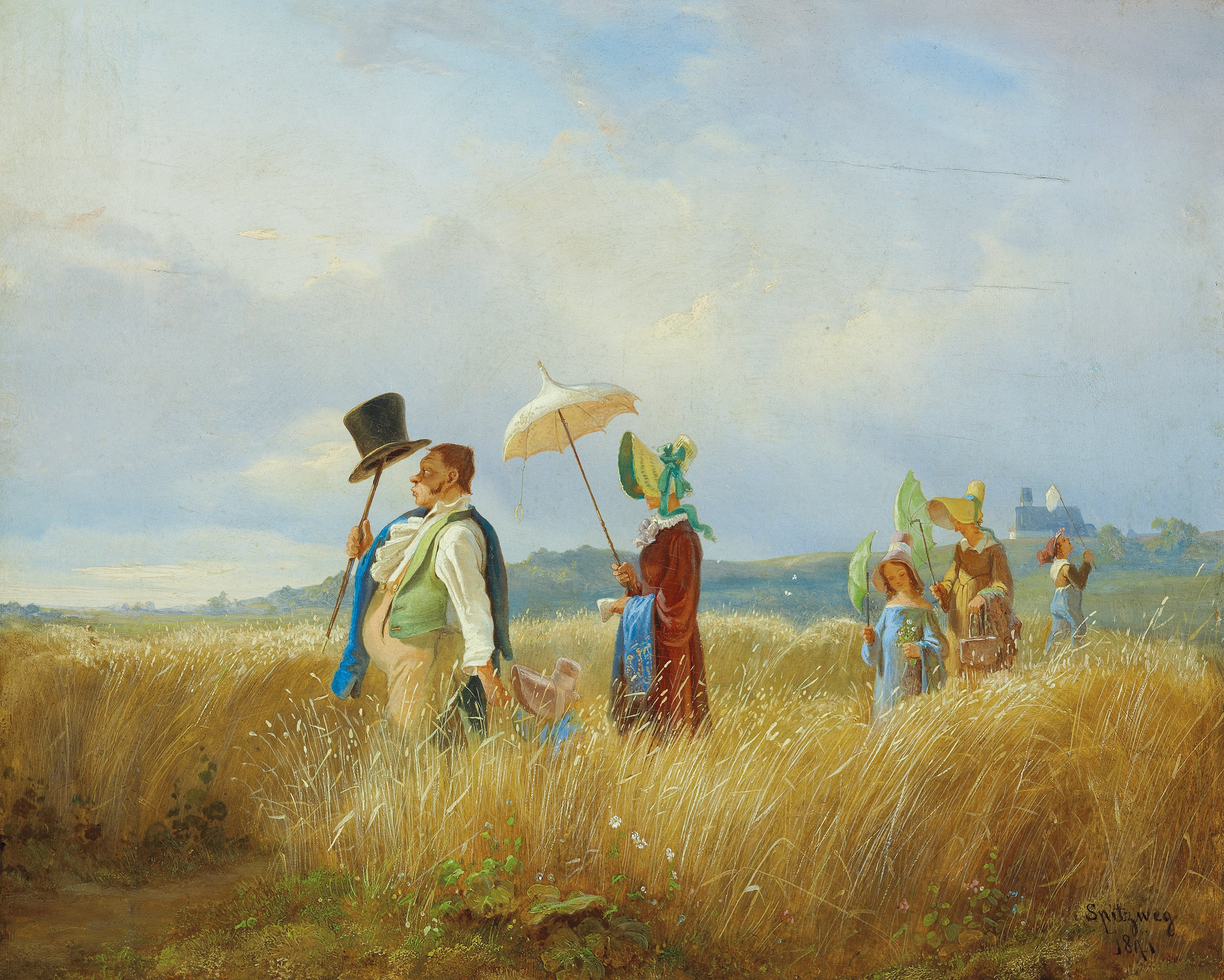
Carl Spitzweg: Sonntagsspaziergang, 1841. Die Damen tragen verschiedene Arten von Sonnenschirmen, u. a. auch sogenannte Knicker (hinten im Bild)

Der moderne Trend der Sonnenbräune hat sich erst vor relativ kurzer Zeit (etwa seit der Mitte des 20. Jahrhunderts) in den USA und Europa entwickelt. Zuvor war jahrhunderte- bis zu jahrtausendelang ein heller Teint vor allem für Frauen ein wichtiges Attraktivitätsmerkmal. Er galt vor allem als typisch weiblich, weil Frauen in historischen und traditionellen Gesellschaften die meiste Zeit im sonnengeschützten Haus verbrachten. Im Freien arbeiteten traditionell nur Männer und Frauen, welche sozial gesehen „niedere“ Tätigkeiten ausübten (wie z. B. Bauern oder Bauarbeiter). Zum Teil galt es daher für eine Frau sogar als sehr unschicklich, das Haus zu verlassen. Dies Ansicht hielt sich beispielsweise in den südeuropäischen Ländern Spanien, Italien und Portugal noch bis weit ins 20. Jahrhundert hinein. Selbst heute spricht man noch von einer „vornehmen Blässe“, allerdings wird dabei den Betreffenden tendenziell eine herablassende Arroganz unterstellt. Auch war die schädliche Wirkung der Sonnenstrahlen in Bezug auf eine vorzeitige Hautalterung lange bekannt, ein Sonnenschutz diente also auch dem möglichst langen Erhalt eines jugendlichen Aussehens. Sonnenschutzcremes wurden aber erst nach 1930 entwickelt. Daher wurde die weiße Haut noch bis ins 20. Jahrhundert hinein durch breite Hüte und Sonnenschirme vor Sonnenschäden geschützt.
In südlicheren Ländern wie Spanien und Portugal, vor allem aber in Ostasien (Japan, China und Taiwan) werden auch heute noch tragbare Sonnenschirme verwendet, nach wie vor praktisch ausschließlich von Frauen. Gründe für die Verwendung sind vor allem Schutz vor UV-Strahlung, Hitze, Alterungseffekten und die Erhaltung eines bestimmten Teints.

Der Sonnenschirm im Wandel der Zeit
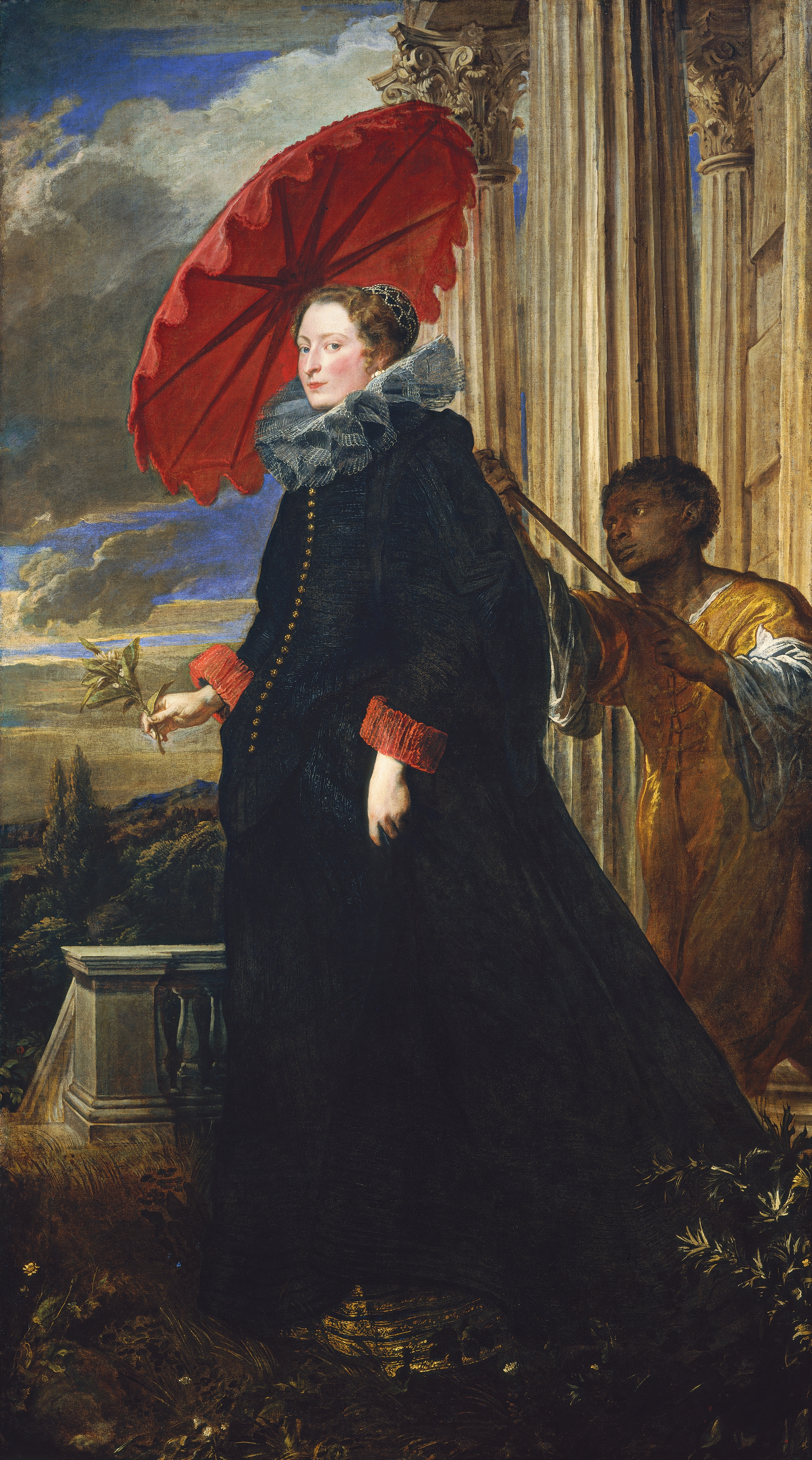
Anthonis van Dyck: Marchesa Elena Grimaldi, Gattin des Marchese Nicola Cattaneo, um 1623.
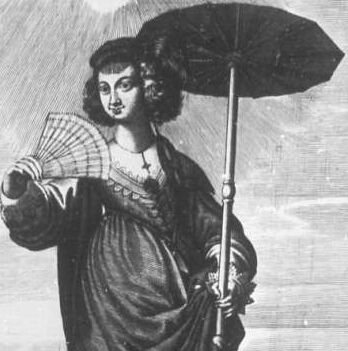
Dame mit Sonnenschirm, um 1630–50
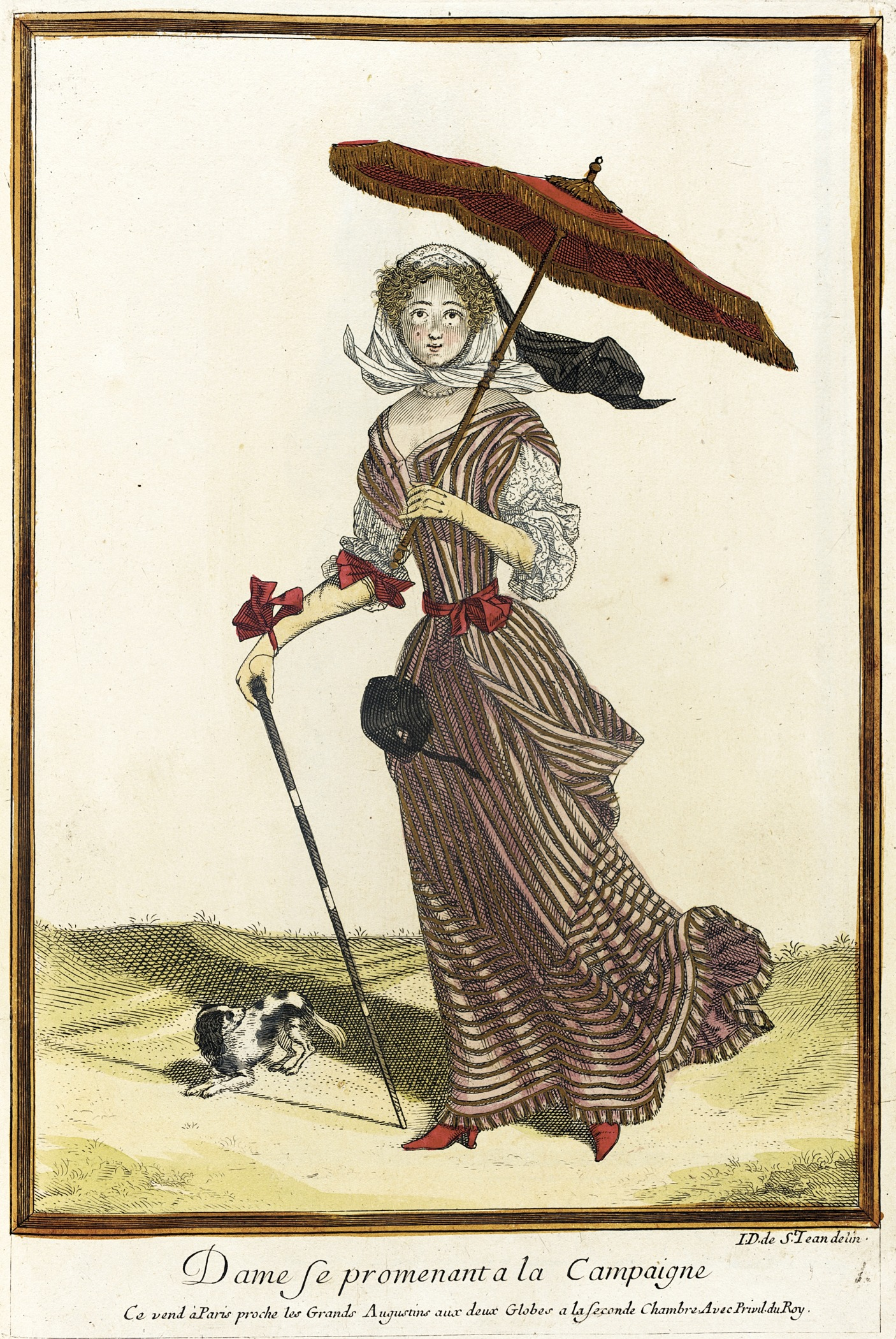
„Dame beim Spaziergang auf dem Lande“. Aus: Recueil des modes de la cour de France, ca. 1675–1677
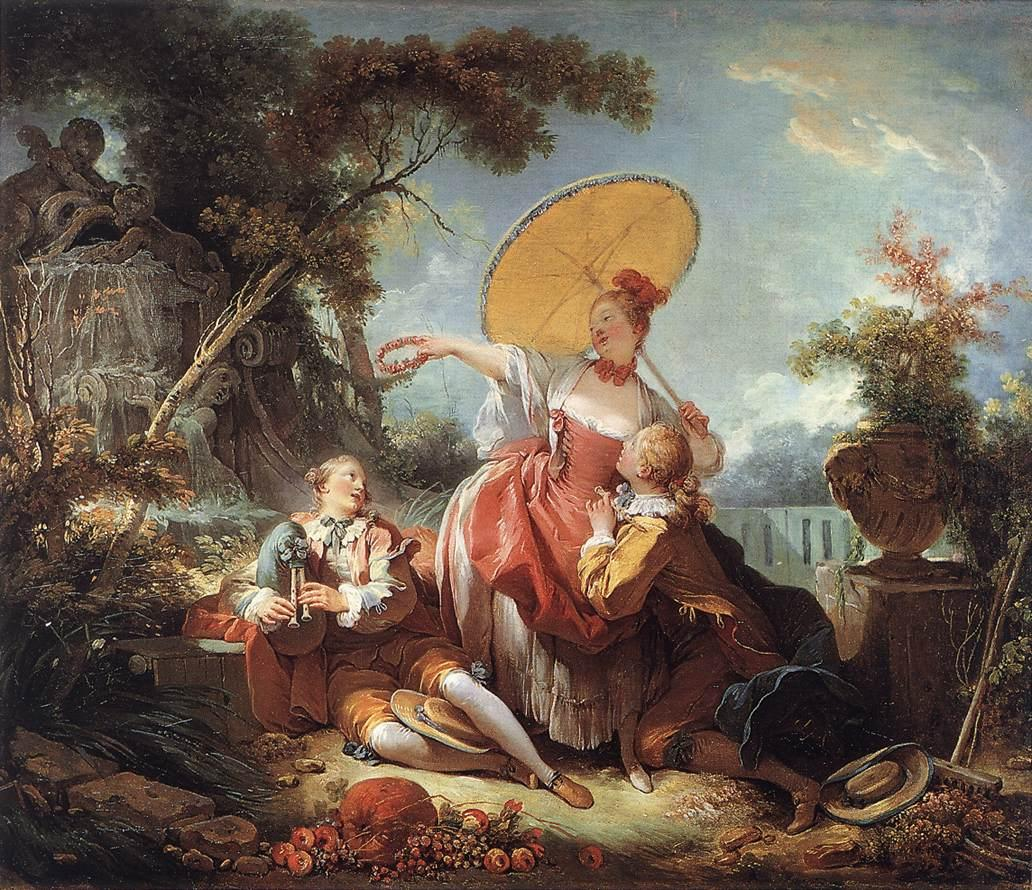
Jean-Honoré Fragonard: Der Musikalische Wettstreit, 1754
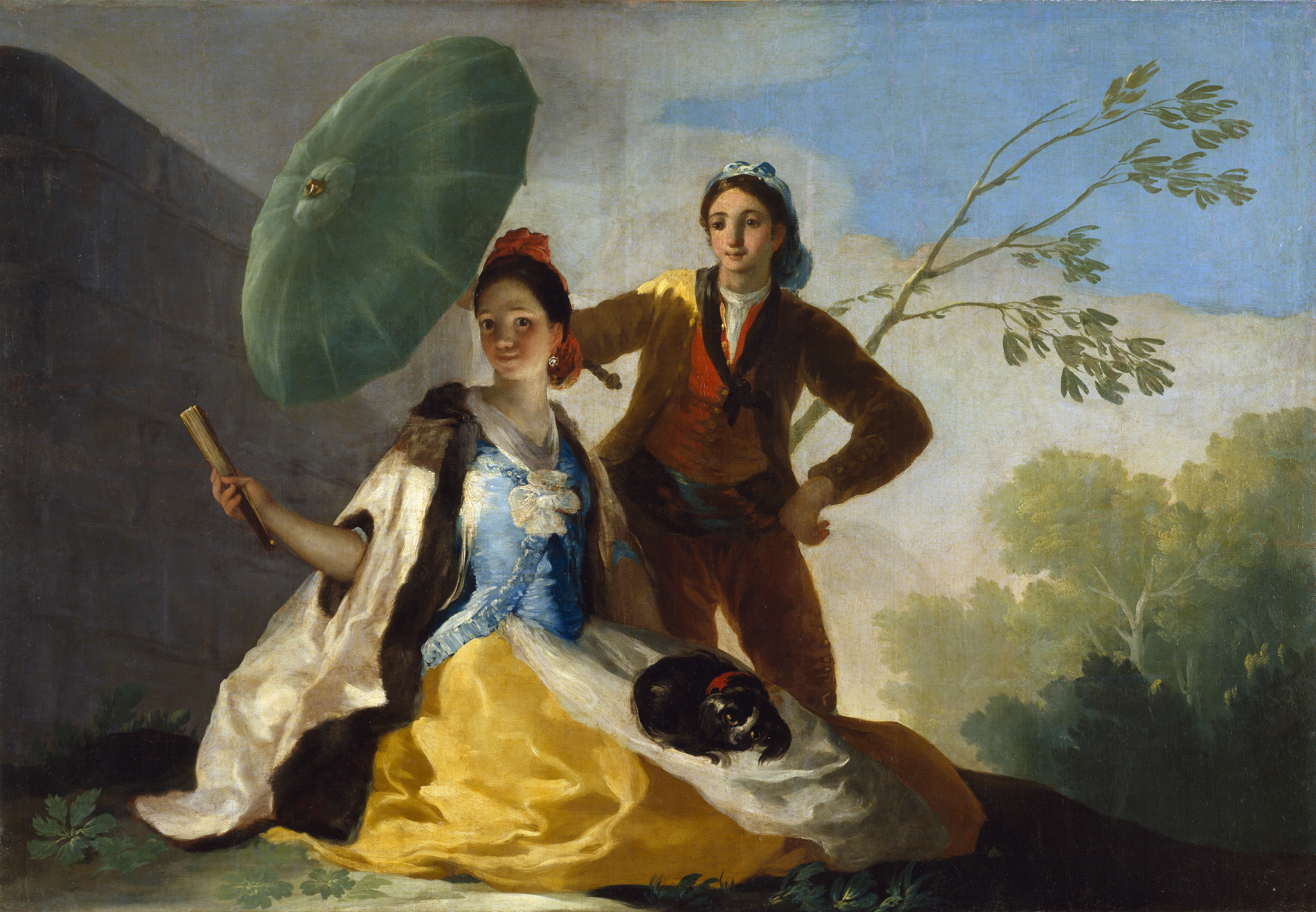
Francisco de Goya: Der Sonnenschirm (El quitasol), 1777
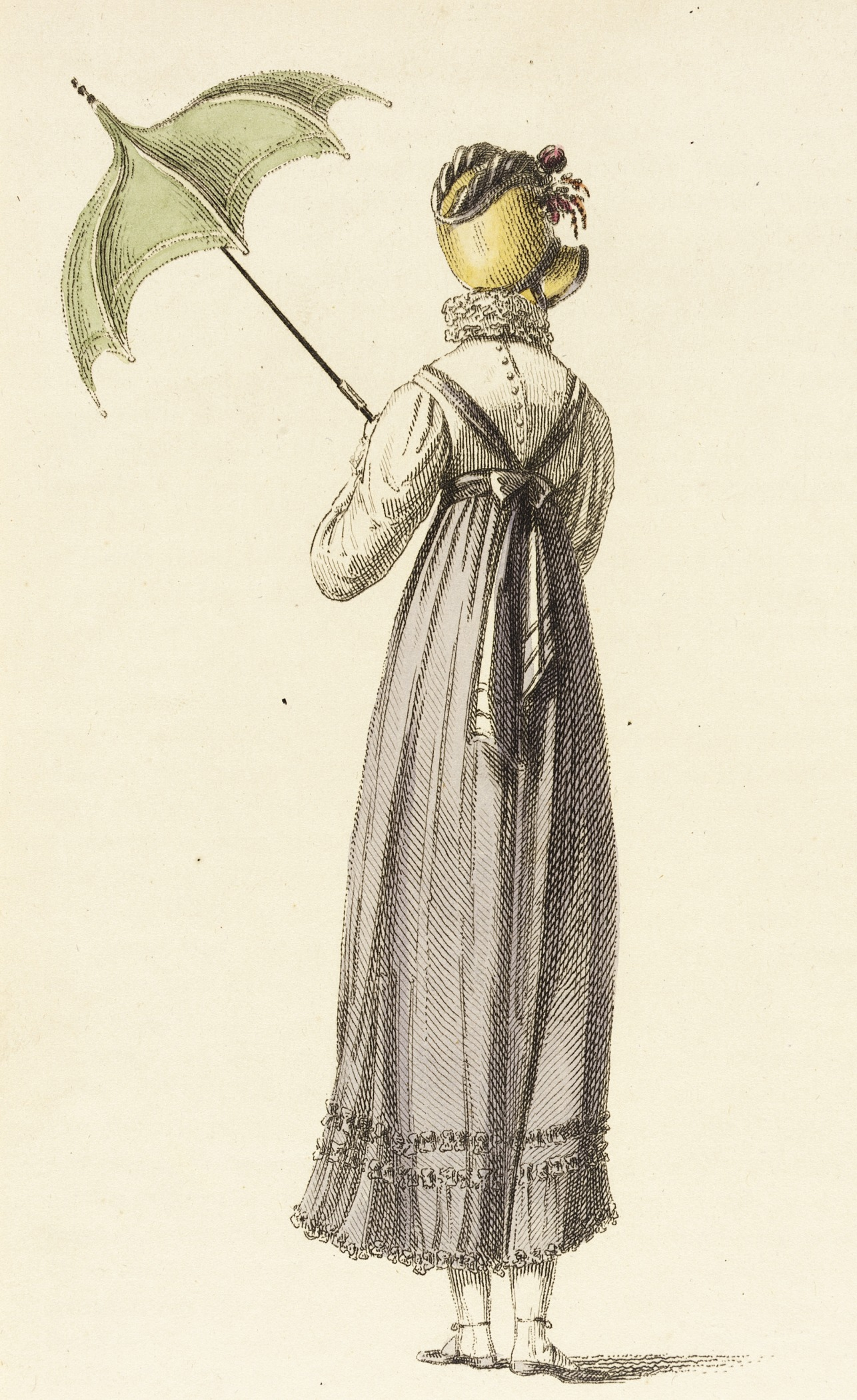
Sonnenschirm in 'Pagodenform', Modebild, London 1814
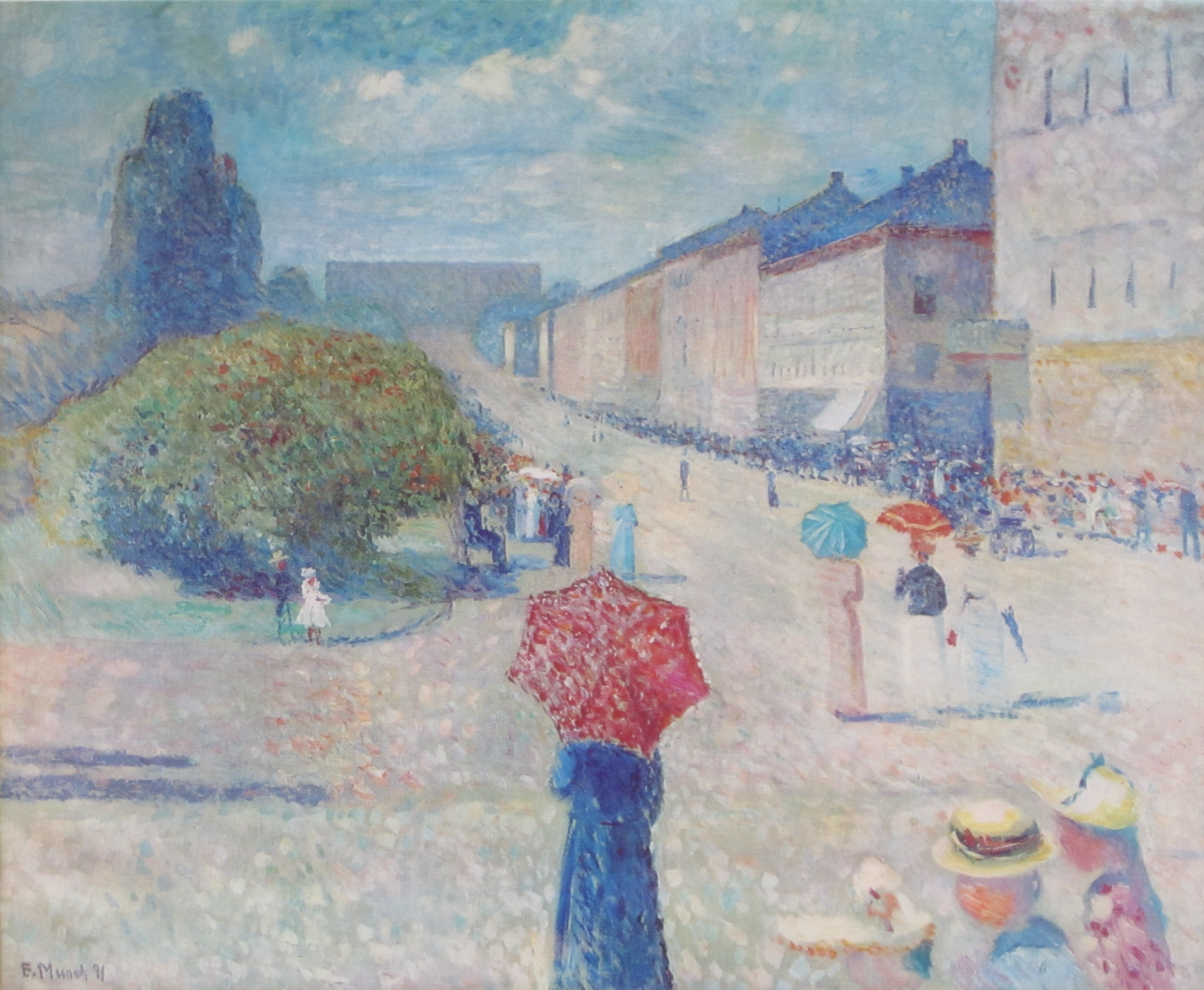
Edvard Munch, Frühling auf der Karl Johans gate, 1890
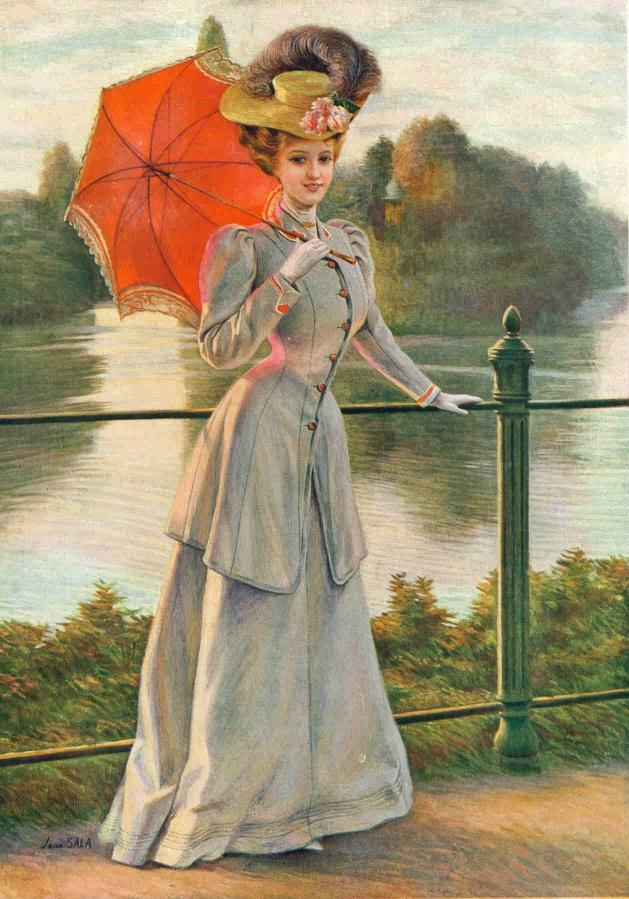
Dame mit orangem Sonnenschirm, Paris 1905
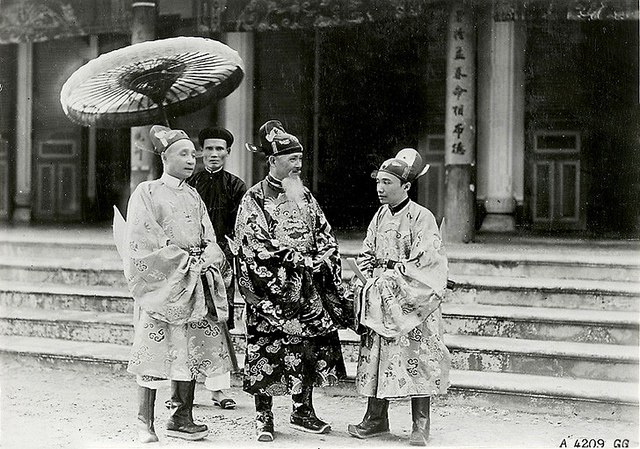
Nguyen-Offiziere in Vietnam, unbekanntes Datum
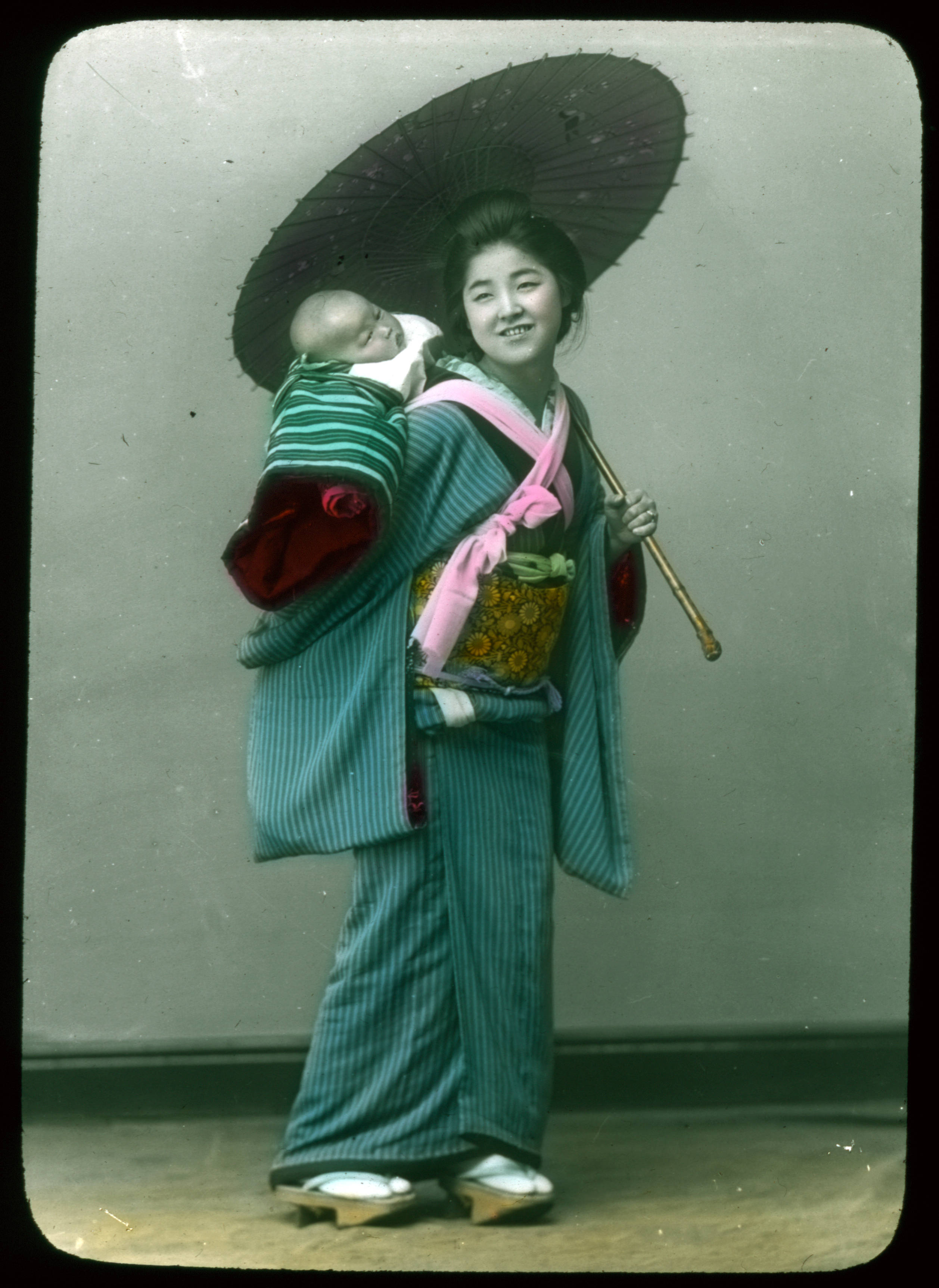
Japanische Frau mit Baby und Sonnenschirm, ca. 1910
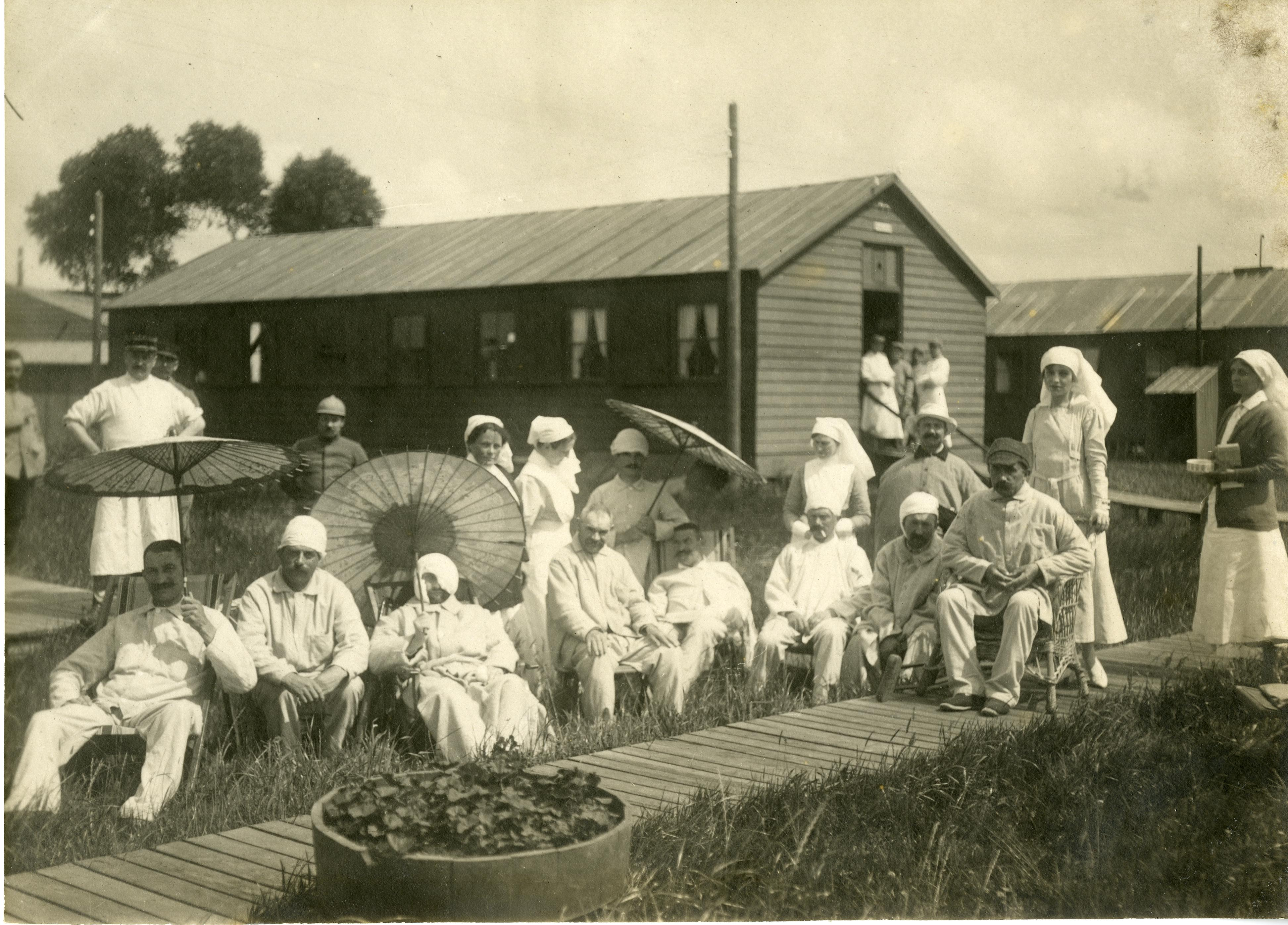
Kanadische Krankenschwestern und französische Soldaten, Adinkerke (Belgien), ca. 1917
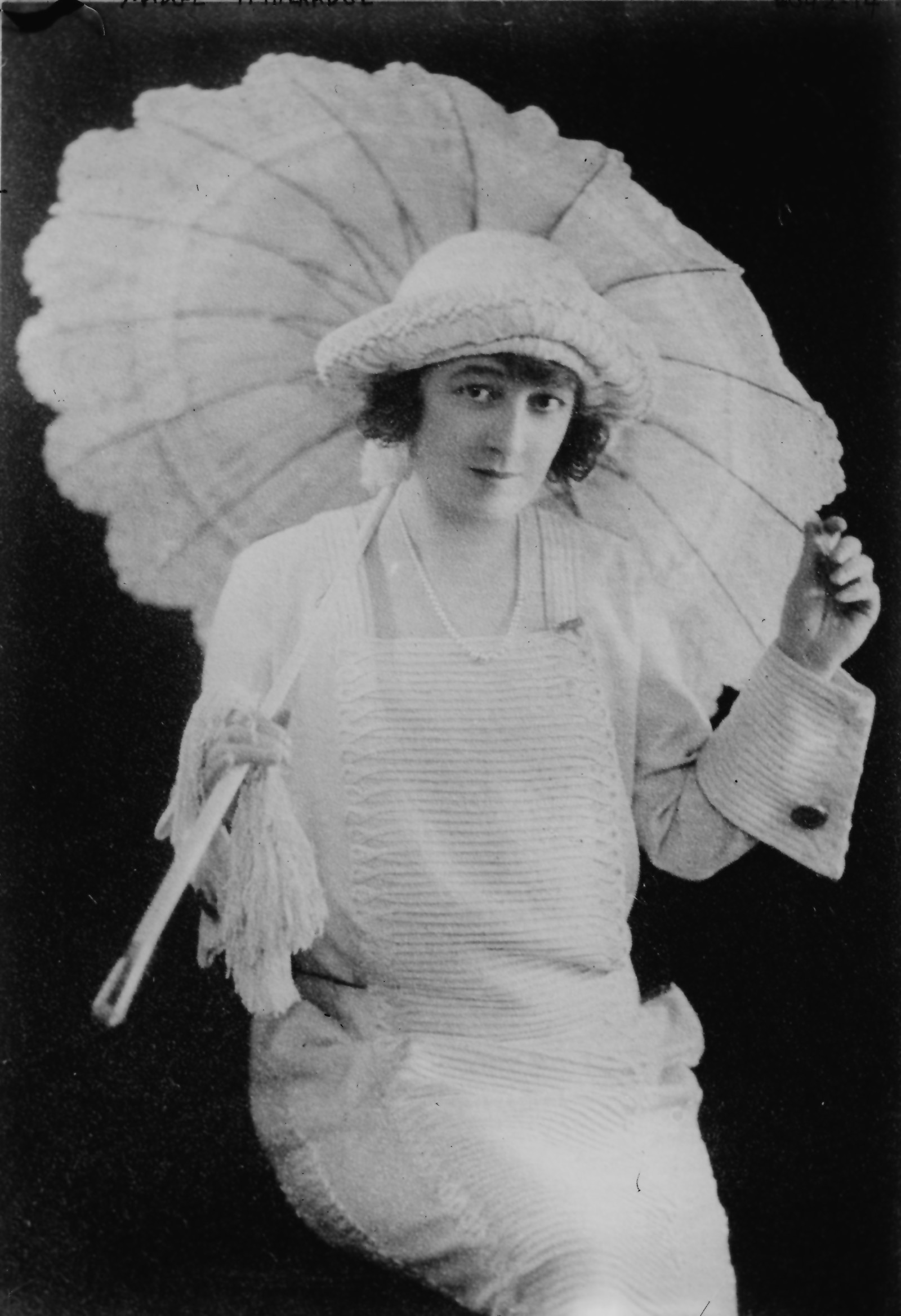
Madge Titheradge, 1920er Jahre
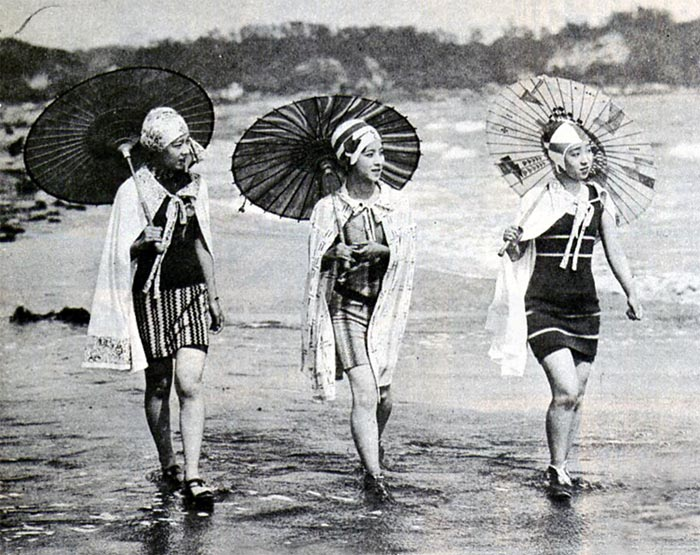
Japanerinnen um 1929 mit Sonnenschirmen aus Papier
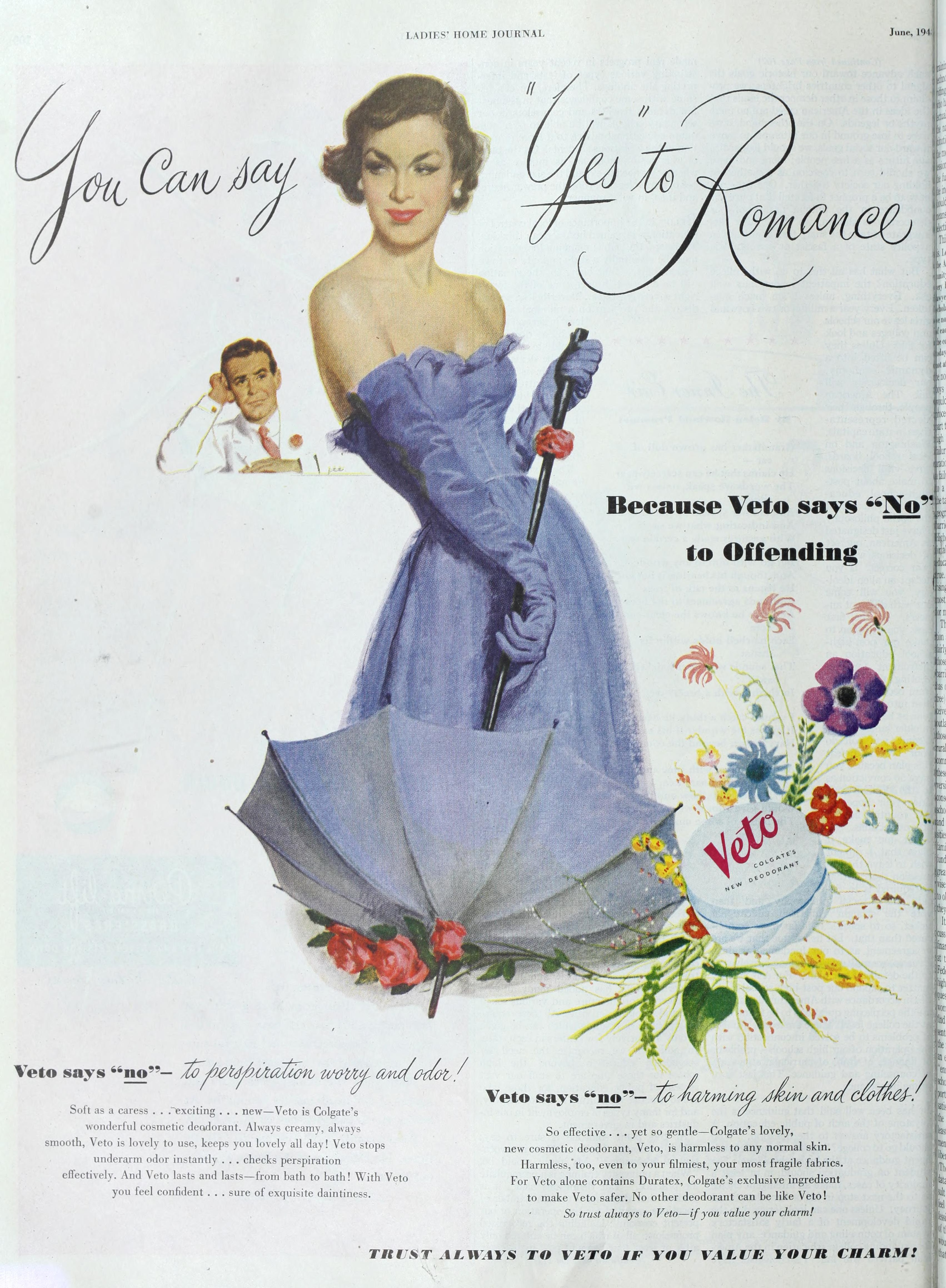
Dame mit Sonnenschirm in: The Ladies’ home journal, 1948
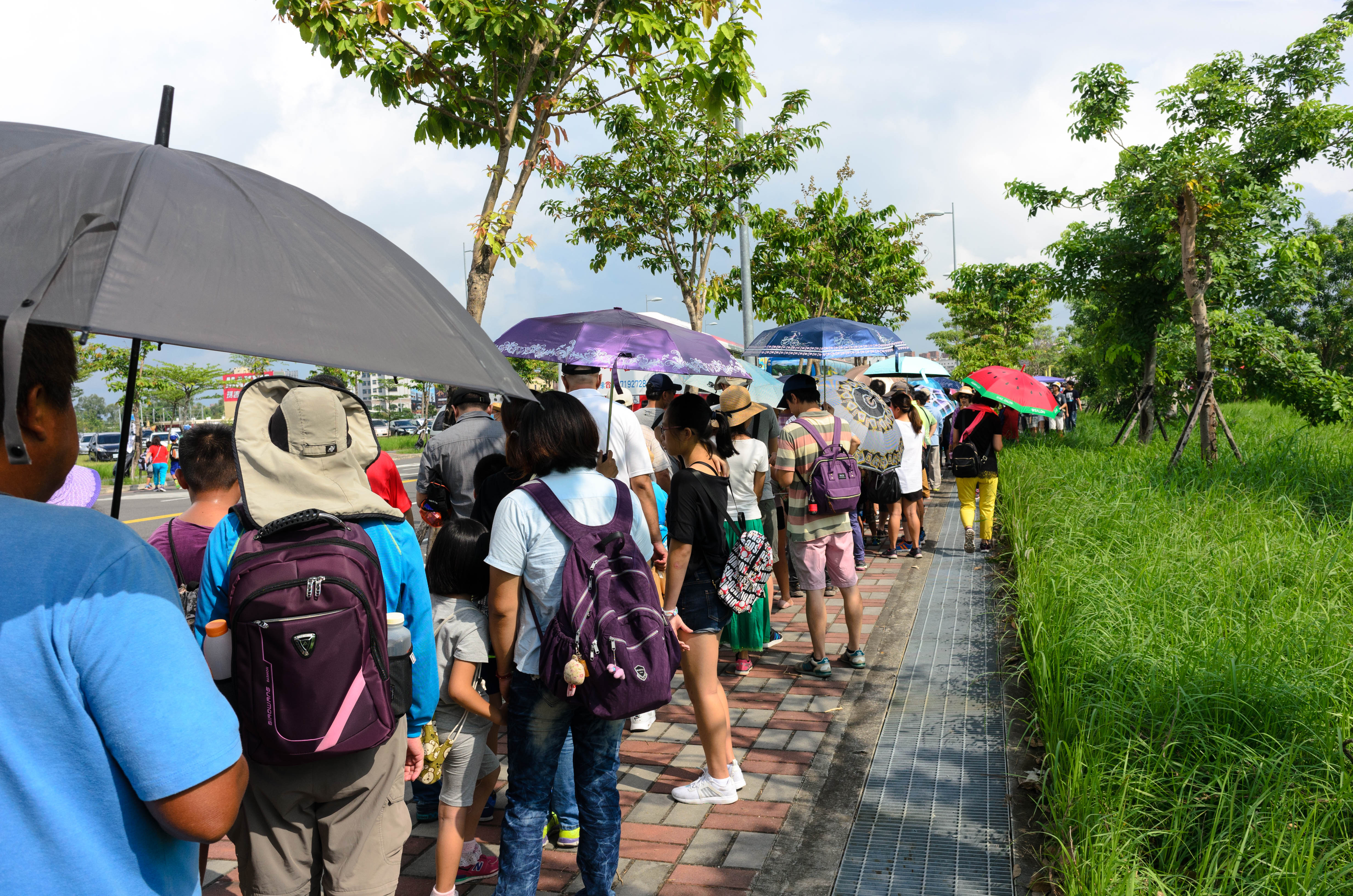
Menschen mit Sonnenschirmen in einer Warteschlange in Taiwan, 2017
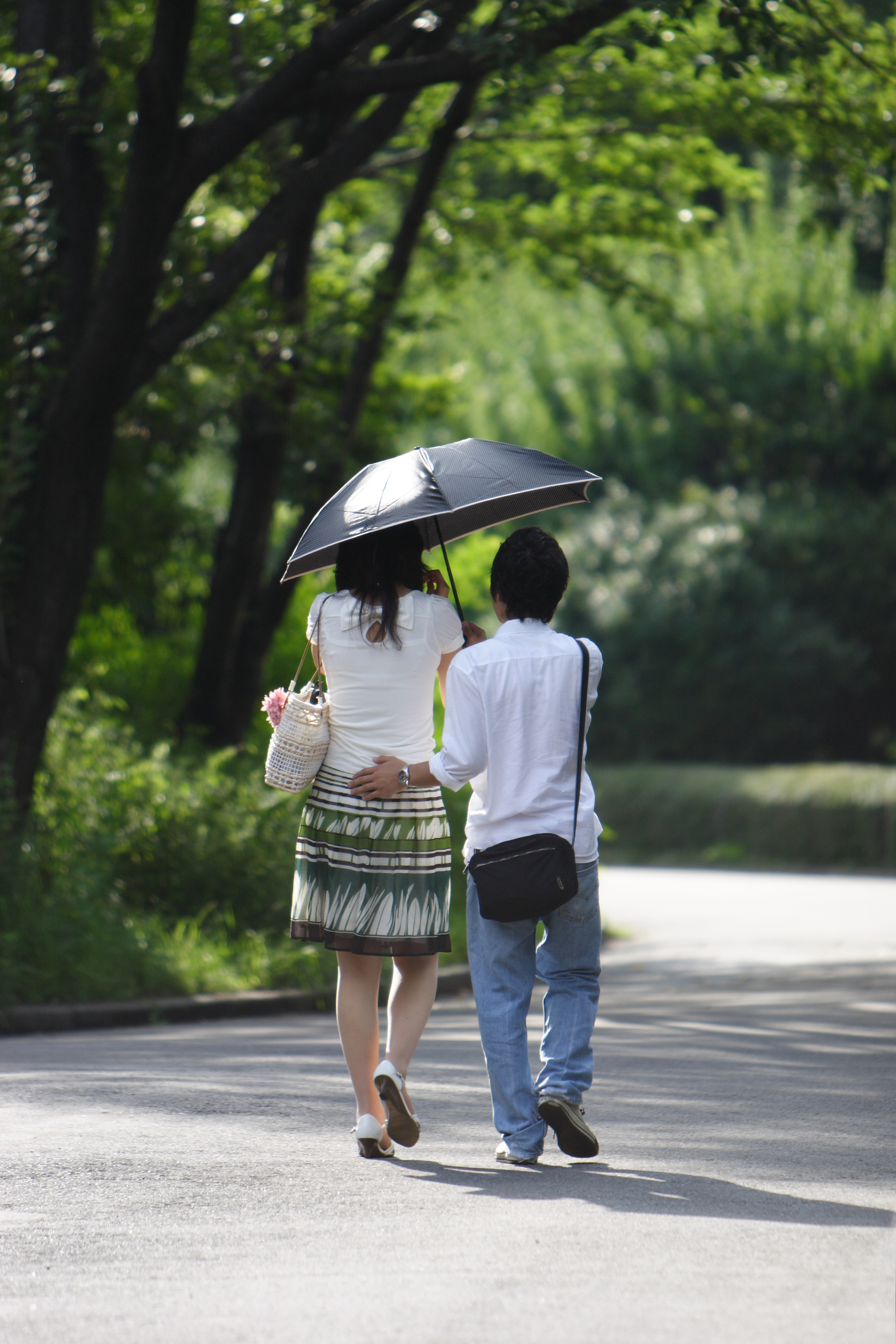
Pärchen mit Sonnenschirm, Japan 2007

## Große Sonnenschirme und ihre Entwicklung

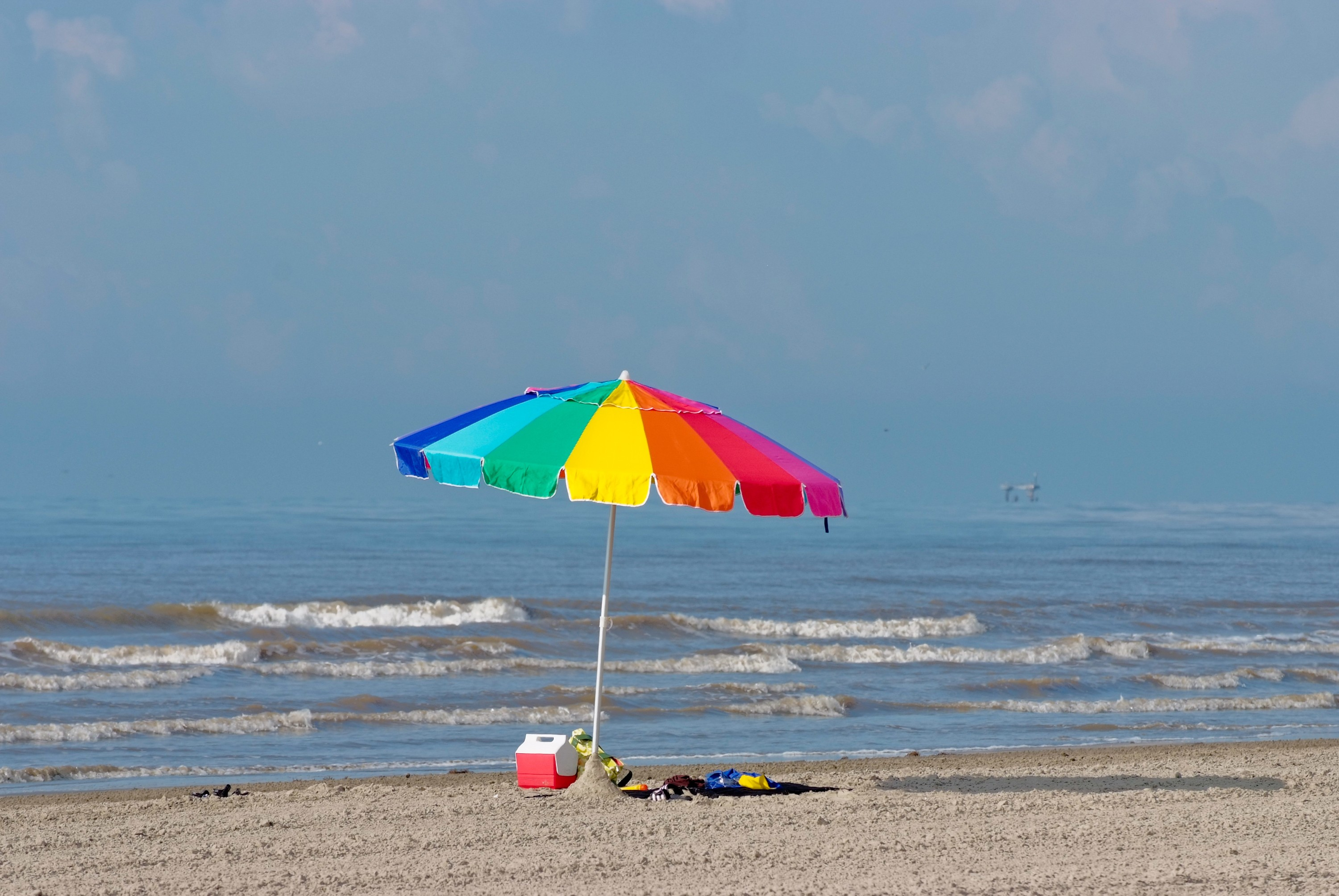
Moderner Sonnenschirm am Strand, 2011

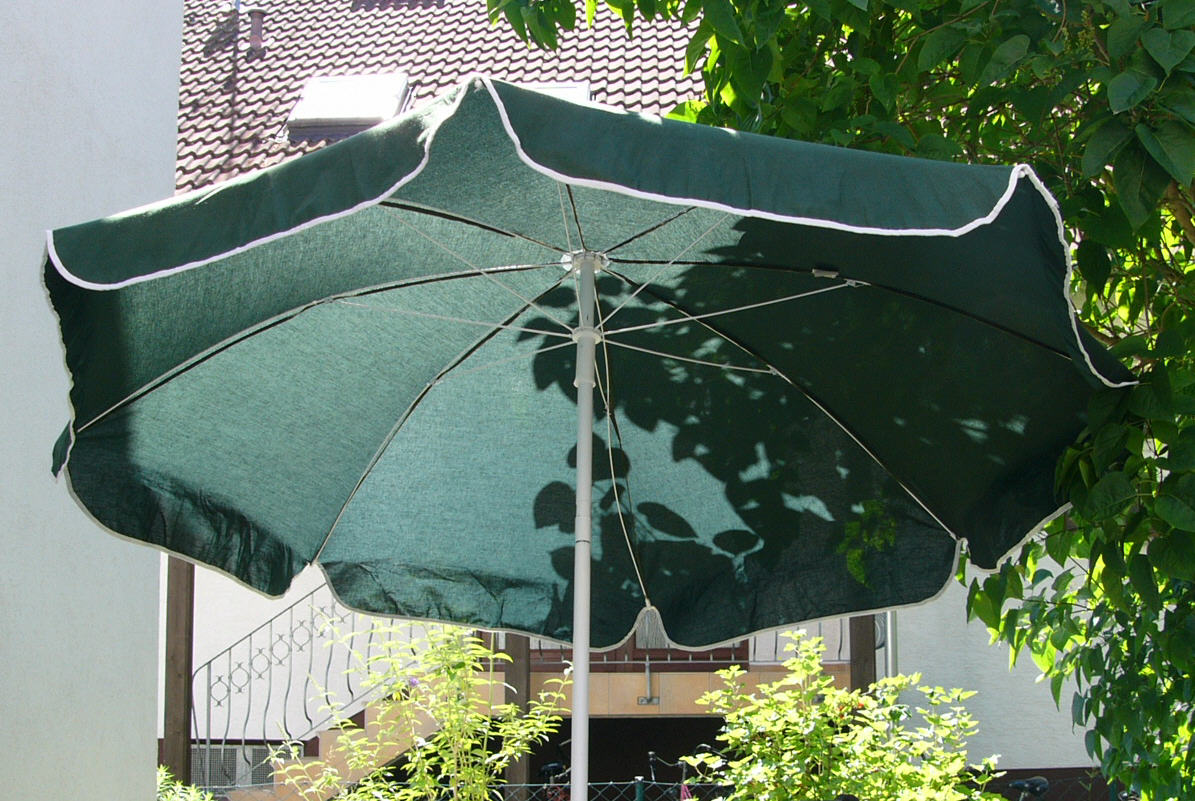
Moderner Standsonnenschirm

Während die Verbreitung von tragbaren Handsonnenschirmen deutlich zurückgegangen ist, haben sich große Sonnenschirme immer stärker ausgebreitet. Vor allem mit der aufkommenden Diskussion über die schädigende Wirkung der UV-Strahlung hat die Entwicklung der Sonnenschirme seit ca. Mitte der 1980er-Jahre einen neuen Aufschwung genommen.

### Material
Bedingt durch die größeren Abmessungen der Schirme und das Schutzbedürfnis (gegen UV-Strahlung) sind die Anforderungen an das Material stark gestiegen, so dass heute hauptsächlich für das Gestell Aluminium und für den Schirmstoff Polyester und Acrylfasern zum Einsatz kommen.
- Besonders der Schirmstoff ist anfällig für Verschmutzung, Schimmelbefall und das Ausbleichen durch die Sonneneinstrahlung. Da Sonnenschirme oftmals als Werbefläche dienen und hierbei häufig der Digitaldruck als Methoden zum Einsatz kommt, sind solche Modelle für das Ausbleichen durch Sonneneinstrahlung anfällig. Kommt allerdings ein Siebdruckverfahren zum Einsatz, erreichen Sonnenschirme eine höhere Lichtechtheit und halten somit der Sonneneinstrahlung länger stand.
- Um die Stabilität von Sonnenschirmen zu steigern, wird in neusten Entwicklungen auch glasfaserverstärkter Kunststoff eingesetzt. Dieser bietet unter anderem auch den Vorteil, Verformungen aufnehmen zu können, ohne das Material dabei zu beschädigen. Moderne Entwicklungen, wie z. B. der Dalia-Sonnenschirm, integrieren Solarpanele in den Schirmstoff, um diese nicht nur als Schattenspender, sondern auch als Energieproduzent nutzen zu können.

### Sonderausführungen
Neben dem Material gibt es beim Aufbau eines Sonnenschirms auch noch einige zusätzliche Details in der Bauart zu beachten, die über Ästhetik, Funktionalität und Windbeständigkeit entscheiden.
- Volant: Bei dem sogenannten Volant eines Sonnenschirms handelt es sich um ein dekoratives Element, das am äußeren Rand des Schirmstoffes angebracht wird. Der über die Schirmkanten herabhängende Stoffstreifen dient dabei nicht nur der optischen Verschönerung, sondern bietet auch zusätzlichen Schutz vor blendendem Sonnenlicht, insbesondere bei tiefstehender Sonne.[9]
- Windhaube: Eine Windhaube, auch bekannt als Ventil, ist eine spezielle Vorrichtung, die sich (wenn vorhanden) in der Mitte des Schirmdachs befindet. Wenn eine Windböe auf den Schirm trifft, kann die Luft durch das Ventil entweichen, was den Druck verringert und die Stabilität des Schirms erhöht. Die freie Luftzirkulation unter dem Schirm sorgt außerdem für eine angenehmere Umgebungstemperatur, da die Luft nicht stagniert.[10]

### Öffnungssysteme
Je nach Größe und Einsatzgebiet der Sonnenschirme bieten sich verschiedene Öffnungssysteme an:
- Seilzug: Der Sonnenschirm lässt sich durch das Ziehen an einem herunterhängenden Seil aufspannen, welches in der endgültigen geöffneten  Position mit einem Stift fixiert werden kann.
- Schieber: Der Schieber wird per Hand an einem Griff nach oben gedrückt. Sobald sich der Sonnenschirm vollständig geöffnet hat, wird die Position des Schiebers mittels Sicherheitsstifts fixiert.
- Kurbel: Am Stock befindet sich eine Kurbel. An dieser wird gedreht, bis der Sonnenschirm komplett geöffnet ist.
- Push-Up: Wenn die Fixierung im geschlossenen Zustand gelöst wird, lässt sich der Sonnenschirm durch eine innen verbaute Feder sehr leicht öffnen. Der Griff kann ohne Anstrengung mit nur einer Hand bedient werden.[11]

### Besondere Konstruktionen
Es ist das Verdienst des Membranbau-„Papstes“ Frei Otto, den Schirm vom individuell verfügbaren Gebrauchsgegenstand prinzipiell in eine entwicklungsfähige Leichtbau-Architektur überführt zu haben. In einer Schirm-Studie legte Frei Otto in den 1960er Jahren die Grundlagen für die Entwicklung platzüberspannender, wandelbarer Großschirme und baute 1971 die ersten wandelbaren Großschirme mit einem Durchmesser von 19 Metern für die Bundesgartenschau in Köln. Die Trichterform des aufgespannten Schirms erlaubt es, Regenwasser durch das Mastrohr abzuleiten und die Schirme überlappend aufzustellen. Es gibt heute eine Vielzahl von Varianten (vom traditionellen Mittelmastschirm über den Trichterschirm mit kelchförmiger Membran bis hin zum Dreieckschirm für die Eckbeschattung) und Größen, als Standardschirme mit bis zu 10 m Durchmesser.
Die bislang größten wandelbaren Schirme realisierte Mahmoud Bodo Rasch mit seinem Büro SL Rasch als Schattendächer für die Pilgerstätte in Medina, Saudi-Arabien (26 m × 26 m), und vor der Al-Hussein-Moschee in Kairo (29 m × 29 m). Im Sommer öffnen sich die Schirme abhängig vom Sonnenstand und schließen sich abends wieder, um die warme Luft an den Nachthimmel abzugeben. Im Winter öffnen sich die Schirme erst gegen Sonnenuntergang und halten so die Wärme des Tages in den Räumen. Moderne wandelbare Trichterschirme dienen als Schattendächer, können bei überlappender Anordnung vor Regen schützen und sind gleichzeitig klimaregulierend einsetzbar.
Beim Bau wandelbarer Großschirme kommen Materialien wie Stahl und PTFE zum Einsatz.

### Besondere Großschirme
- Ampelschirme: Hierbei handelt es sich um Sonnenschirme, welche ihren Mast auf der Seite haben. Dies hat den Vorteil, dass der Mast nicht mittig in den Tisch ragt, sondern seitlich vom Tisch platziert werden kann. Somit kann ein wesentlich größere Fläche überdeckt werden. Der Nachteil ist, dass er dadurch etwas instabiler steht. Dadurch ist ein schwerer Ständer erforderlich, welcher den Schirm deutlich teurer macht.

- Trichterschirme: Diese Art von Sonnenschirm hat eine trichterartige Form, die sich deutlich von den bekannten Variationen unterscheidet. Die besondere Form hat gegenüber herkömmlichen Schirmen den Vorteil, dass Regen über den Mittelmast abgeführt werden kann. Somit entstehen an den Kanten keine Wasserfälle, die man beim Unterstellen durchqueren muss. Sie unterscheiden sich aber vor allem optisch von den meisten Varianten und werden so auch gerne von der Gastronomie, Werbe- und Eventbranche genutzt, um sich von der Konkurrenz abzuheben.

## Dokumentation
- Der Sonnenschirm – Sonnenschutz und Strandkultur. Regie: Jean-Dominique Ferrucci, ARTE F, Frankreich, 18 Minuten, 2020